# مهدی تاکستانی
مهدی مجرد تاکستانی (۱۳۰۴ – ۳ مرداد ۱۳۷۶) نوازندهٔ تار اهل ایران بود.
او در اوایل جوانی نواختن تار را از برادر بزرگترش محمود مجرد تاکستانی آموخت. مهدی تاکستانی پس از انقلاب ایران به آمریکا مهاجرت کرد و بزرگترین مجموعه تارهای ساختهٔ دست یحیی را با خود از کشور خارج کرد.
مهدی تاکستانی با خوانندگان مثل:دلکش،پوران،پری تاکستانی،فتنه،احمد عاشورپور،الهه،عبدالوهاب شهیدی،حسین قوامی،هوشمند عقیلی و ... همکاری داشت.

## پری تاکستانی
پری تاکستانی،خواننده و همسر مهدی تاکستانی بود؛که از نام حقیقی و زندگی او اطلاعات چندانی در دست نیست.او فعالیش را در اوایل دهه ۳۰ و با نام هنری پری آغاز کرد و پس از ازدواج،با نام پری تاکستانی فعایتش را ادامه داد.از خوانندگان رادیو نیرو هوایی بود و در اواسط دهه ۳۰،چند صفحه گرامافون با صدای او ضبط شد.

## منبع
- http://www.farsmusic.com/calendar/9/19/165. پارامتر |عنوان= یا |title= ناموجود یا خالی (کمک)[پیوند مرده]